# Demetrious Johnson
Demetrious Khrisna Johnson (Madisonville, 13 de agosto de 1986) é um ex-lutador de artes marciais mistas (MMA) dos Estados Unidos, que competia na categoria Peso-Mosca. Foi 12 vezes campeão mundial pelo UFC, com 11 defesas de títulos. Durante os últimos anos de sua carreira, competiu pelo ONE Championship.

## Começo
Johnson cresceu em Parkland, Washington onde frequentou a Washington High School e era um atleta que se destacava no atletismo, wrestling e beisebol. No wrestling, ele terminou em terceiro e segundo lugar em seu ano júnior e sênior. Johnson também jogou beisebol com o Select Travel do Haskey Hurricane Baseball Club.

## MMA
Johnson começou a lutar em 2007 e venceu sua estreia no profissional por um nocaute no primeiro round. Johnson então participou de vários eventos locais e ganhou suas próximas oito lutas, incluindo quatro seguidas por finalização. Johnson lutou no Alaska Fighting Championships em Anchorage e venceu por nocaute com um chute na cabeça, esta vitória lhe rendeu um contrato com o WEC.

### World Extreme Cagefighting
Ele fez sua estreia no World Extreme Cagefighting contra Brad Pickett em 24 de Abril de 2010 no WEC 48 em Sacramento, California. Johnson mostrou um bom kickboxing durante toda a luta, mas não foi capaz de defender as tentativas de quedas de Pickett. Johnson perdeu por decisão unânime, embora Joe Rogan declarou que se o WEC implementasse a categoria de pesos moscas (57 kg), Johnson poderia ser bem mais efetivo, e não teria desvantagem na categoria dos galos.
Johnson era esperado para enfrentar Clint Godfrey em 30 de Setembro de 2010 no WEC 51.  Porém, Godfrey saiu do card e deu lugar ao estreante no WEC, Nick Pace.  Johnson venceu Pace por decisão unânime, foi a primeira derrota de Pace no MMA.
Johnson venceu Damacio Page com uma finalização no terceiro round em 11 de Novembro de 2010 no WEC 52.  Depois de Page controlar a ação no primeiro round, Johnson mostrou a ação no segundo e terceiro round e finalizou Page com uma guilhotina.

### Ultimate Fighting Championship
Em 28 de Outubro de 2010, World Extreme Cagefighting migrou para o Ultimate Fighting Championship. Como parte da migração, todos os lutadores do WEC foram transferidos para o UFC. Johnson enfrentou a estrela japonesa Norifumi Yamamoto em 5 de Fevereiro de 2011 no UFC 126 em sua estreia no UFC, Johnson utilizou as quedas nos dois primeiros rounds, controlando Yamamoto durante o combate, e venceu por decisão unânime.
Johnson era esperado para enfrentar o brasileiro Renan Barão em 28 de Maio de 2011 no UFC 130.  Porém, Johnson enfrentou Miguel Torres. Depois de quebrar a fíbula com um chute no início do segundo round, Johnson usou seu wrestling superior para controlar Torres e venceu por decisão unânime 29-28.
Johnson lutou contra Dominick Cruz em 1 de outubro de 2011 no UFC on Versus 6 para a disputa de cinturão dos pesos galos do UFC, e perdeu por decisão unânime.
Johnson era esperado para enfrentar Eddie Wineland em 28 de Janeiro de 2012 no UFC on Fox 2  Entretanto, Johnson saiu para o torneio que determinará o primeiro campeão dos pesos moscas do UFC. Johnson enfrentou Ian McCall em 3 de Março de 2012 na primeira luta da história dos pesos moscas no UFC on FX 2. Johnson venceu por decisão majoritária, mas depois na conferência pós-luta a Comissão confirmou que cometeu um erro na contagem e a luta foi oficialmente decretado como empate majoritário.
Uma revanche foi marcada para 8 de junho de 2012 no UFC on FX: Johnson vs. McCall. Ele venceu por decisão unânime.

#### Cinturão dos pesos-moscas do UFC
Johnson enfrentou Joseph Benavidez em 22 de setembro de 2012 no UFC 152, valendo o Cinturão Inaugural dos Moscas do UFC. Após cinco rounds equilibrados, Johnson venceu por Decisão Dividida.
Em sua primeira defesa de cinturão, enfrentou John Dodson em 26 de janeiro de 2013 no UFC on Fox: Johnson vs. Dodson, após um primeiro round equilibrado, Johnson quase foi nocauteado por duas vezes no segundo round, porém conseguiu dar a volta por cima e venceu os rounds seguintes, conseguindo uma vitória por Decisão Unânime.
Johnson era esperado para fazer sua segunda defesa de cinturão contra John Moraga, em 13 de abril de 2013 no The Ultimate Fighter 17 Finale, porém Johnson se lesionou e a luta foi cancelada. A luta com Moraga foi remarcada para dia 27 de Julho de 2013 no UFC on Fox: Johnson vs. Moraga. Johnson venceu a luta por Finalização no quinto round e de quebra ainda faturou o prêmio de Finalização da Noite.
Johnson faria a revanche contra Joseph Benavidez pelo Cinturão Peso Mosca do UFC em 30 de Novembro de 2013 no The Ultimate Fighter 18 Finale. Porém, Anthony Pettis que faria o evento principal do UFC on Fox 9 contra Josh Thomson se lesionou, e essa luta foi movida para evento principal do evento, em 14 de Dezembro de 2013, Os dois se enfrentaram e Johnson acertou uma bomba de direito no 1º round, Benavidez caiu apagado e Johnson só completou com socos até o árbitro interromper o combate e anunciar a vitória de Johnson por Nocaute no 1 round. O rápido Nocaute ainda rendeu a Johnson o prêmio de Nocaute da Noite.
Johnson defendeu seu cinturão contra o prospecto russo Ali Bagautinov em 14 de junho de 2014 no UFC 174. A luta viu rounds muito equilibrados, mas sempre com uma pequena superioridade de Demetrious em todos. Portanto, defendendo seu cinturão com uma vitória por decisão unânime.
O próximo desafiante seria John Dodson, mas uma lesão o impossibilitou de lutar, e Johnson defenderia seu cinturão contra o veterano do WEC Chris Cariaso em 30 de Agosto de 2014 no UFC 177. No entanto, devido a uma lesão de Jon Jones, a luta foi movida para o UFC 178. Demetrious dominou o combate completamente, e acabou finalizando Cariaso com uma kimura no segundo round.
Johnson defendeu seu cinturão contra o japonês Kyoji Horiguchi em 25 de abril de 2015 no UFC 186. Ele venceu a luta com uma chave de braço no último segundo da luta, defendendo com sucesso seu cinturão e ganhando o prêmio de Performance da Noite.
Em 5 de setembro de 2015, no UFC 191, Demetrious ocorreu a revanche contra John Dodson. Na primeira luta em Janeiro de 2013 no UFC on Fox: Johnson vs. Dodson, Johnson venceu por decisão unânime, em sua defesa de título mais dura. Na segunda luta, Johnson também venceu por decisão unânime, mas dessa vez com uma vitória dominante e tranquila.
Demetrious enfrentou o invicto Henry Cejudo em 23 de abril de 2016 no UFC 197. Demetrious venceu a luta com certa facilidade por nocaute técnico com apenas 2 minutos e 49 segundos do primeiro round. Recebeu novamente o prêmio de Performance da Noite.

#### Recorde de defesas de cinturão do UFC
Might Mouse enfrentou Wilson Reis no UFC 201:  Lawler vs. Woodley no dia 30 de julho, em Atlanta, e finalizou o brasileiro aos 4:49 do terceiro round depois de dominar completamente o combate. Sendo assim, "DJ" igualou Anderson Silva no recorde de defesas de um campeão do Ultimate, com 10 defesas bem sucedidas. Na luta seguinte, UFC 216, Johnson venceu Ray Borg por finalização, se tornando o recordista de defesas do UFC com 11 vitórias.

#### Perda do cinturão
No UFC 227, ocorrido em Los Angeles, Demetrious enfrentou Henry Cejudo. Eles já tinham se enfrentado em 2016, no UFC 197, com vitória de DJ. Entretanto, esta luta teve um resultado diferente. Em uma luta de cinco rounds, Cejudo venceu por decisão dividida (48-47, 47-48, 48-47), impedindo que Johnson ampliasse o recorde de defesas do cinturão do UFC. Os lutadores levaram o prêmio de Luta da Noite, com cada um recebendo US$ 50 mil.

## Vida pessoal
Johnson teve uma infância muito dura; foi criado pela mãe, totalmente surda, e um padrasto abusivo. DJ nunca conheceu seu pai biológico. "Eu nunca sequer vi uma fotografia dele, um rastro, absolutamente nada". D.J. atribui sua superação graças a sua esposa, Destiny Johnson. "Sem ela, minha vida estaria incompleta", disse o campeão, casado em maio de 2012.

## Campeonatos e realizações

### Artes Marciais Misturadas
- Ultimate Fighting Championship
  - Campeão Peso Mosca do UFC (Uma vez; primeiro)
  - Mais de defesas do cinturão do peso-mosca na história (onze)
  - Mais de defesas consecutivas do cinturão do peso-mosca na história (onze)
  - Mais de defesas de cinturão do UFC na história (onze)
  - Campeão do Torneio Peso Mosca do UFC
  - Luta da Noite (três vezes) vs. Ian McCall, John Dodson e Henry Cejudo
  - Performance da Noite (quatro vezes) vs. Kyoji Horiguchi, Henry Cejudo, Wilson Reis e Ray Borg
  - Finalização da Noite (uma vez) vs. John Moraga
  - Nocaute da Noite (uma vez) vs. Joseph Benavidez
  - Mais vitórias na categoria de peso-mosca (treze)
  - Maior sequência de vitória na categoria de peso-mosca (treze)
  - Segundo lutador na história do UFC a ganhar os quatro tipo de bônus (Luta, Nocaute, Performance e Finalização da Noite)
- Inside MMA
  - Lutador Revelação do Ano (2012)
- MMAJunkie.com
  - Melhor finalização (2015) vs. Kyoji Horiguchi
- Fox Sports.com
  - Lutador do Ano de 2013
- ESPN
  - Melhor Finalização (2017) vs. Ray Borg
- ESPY Awards
  - Lutador do Ano (2017)

## Cartel no MMA
| Cartel no MMA   |             |            |
| 35 lutas        | 30 vitórias | 4 derrotas |
| Por nocaute     | 5           | 1          |
| Por finalização | 12          | 0          |
| Por decisão     | 13          | 3          |
| Empates         | 1           | 1          |

| Res.    | Cartel | Oponente          | Método                               | Evento                                          | Data       | Round | Tempo | Local                       | Notas |
| ------- | ------ | ----------------- | ------------------------------------ | ----------------------------------------------- | ---------- | ----- | ----- | --------------------------- | --- |
| Vitória | 32-4-1 | Adriano Moraes    | Decisão (unânime)                    | ONE Fight Night: Johnson vs. Moraes 3           | 05/05/2023 | 5     | 5:00  | Broomfield, Colorado        | Defendeu o Cinturão Peso Mosca do ONE Championship. |
| Vitória | 31-4-1 | Adriano Moraes    | Nocaute (soco e joelhada voadora)    | ONE on Prime Video 1                            | 27/08/2022 | 4     | 3:50  | Singapura                   | Ganhou o Cinturão Peso Mosca do ONE Championship; Performance da Noite. |
| Derrota | 30-4-1 | Adriano Moraes    | Nocaute (joelhada e socos)           | ONE on TNT 1                                    | 07/04/2021 | 2     | 2:24  | Singapura                   | Pelo Cinturão Peso Mosca do ONE Championship. |
| Vitória | 30-3-1 | Danny Kingad      | Decisão (unânime)                    | ONE Championship: Century                       | 12/10/2019 | 3     | 5:00  | Tóquio                      | Ganhou o Cinturão Peso Mosca do Grande Prix do ONE Championship. |
| Vitória | 29-3-1 | Tatsumitsu Wada   | Decisão (unânime)                    | ONE FC: Dawn of Heroes                          | 02/08/2019 | 3     | 5:00  | Pasay                       | Semifinal do Grand Prix Peso Mosca do ONE FC. |
| Vitória | 28-3-1 | Yuya Wakamatsu    | Finalização (guilhotina)             | ONE FC: A New Era                               | 31/03/2019 | 2     | 2:40  | Tóquio                      | Estreia no ONE FC; Quartas de Final do Grand Prix Peso Mosca do ONE FC. |
| Derrota | 27-3-1 | Henry Cejudo      | Decisão (dividida)                   | UFC 227: Dillashaw vs. Garbrandt II             | 04/08/2018 | 5     | 5:00  | Los Angeles, Califórnia     | Perdeu o Cinturão Peso Mosca do UFC; Luta da Noite. |
| Vitória | 27-2-1 | Ray Borg          | Finalização (chave de braço voadora) | UFC 216: Ferguson vs. Lee                       | 07/10/2017 | 5     | 3:15  | Las Vegas, Nevada           | Defendeu o Cinturão Peso Mosca do UFC; Quebrou o recorde para o maior número de defesas de um cinturão no UFC (11); Igualou o recorde de mais vitórias em lutas valendo um cinturão (12); Performance da Noite; Finalização do Ano (2017). |
| Vitória | 26-2-1 | Wilson Reis       | Finalização (chave de braço)         | UFC on Fox: Johnson vs. Reis                    | 15/04/2017 | 3     | 4:49  | Kansas City, Missouri       | Defendeu o Cinturão Peso Mosca do UFC; Igualou o recorde para o maior número de defesas de um cinturão no UFC (10); Performance da Noite.                                                                                                  |
| Vitória | 25-2-1 | Tim Elliott       | Decisão (unânime)                    | The Ultimate Fighter 24 Finale                  | 03/12/2016 | 5     | 5:00  | Las Vegas, Nevada           | Defendeu o Cinturão Peso Mosca do UFC. |
| Vitória | 24-2-1 | Henry Cejudo      | Nocaute Técnico (joelhadas e socos)  | UFC 197: Jones vs. St.Preux                     | 23/04/2016 | 1     | 2:49  | Las Vegas, Nevada           | Defendeu o Cinturão Peso Mosca do UFC; Performance da Noite. |
| Vitória | 23-2-1 | John Dodson       | Decisão (unânime)                    | UFC 191: Johnson vs. Dodson II                  | 05/09/2015 | 5     | 5:00  | Las Vegas, Nevada           | Defendeu o Cinturão Peso Mosca do UFC. |
| Vitória | 22-2-1 | Kyoji Horiguchi   | Finalização (chave de braço)         | UFC 186: Johnson vs. Horiguchi                  | 25/04/2015 | 5     | 4:59  | Montreal, Quebec            | Defendeu o Cinturão Peso Mosca do UFC; Performance da Noite. |
| Vitória | 21-2-1 | Chris Cariaso     | Finalização (kimura)                 | UFC 178: Johnson vs. Cariaso                    | 27/09/2014 | 2     | 2:29  | Sacramento, California      | Defendeu o Cinturão Peso Mosca do UFC. |
| Vitória | 20-2-1 | Ali Bagautinov    | Decisão (unânime)                    | UFC 174: Johnson vs. Bagautinov                 | 14/06/2014 | 5     | 5:00  | Vancouver, British Columbia | Defendeu o Cinturão Peso Mosca do UFC. |
| Vitória | 19-2-1 | Joseph Benavidez  | Nocaute (soco)                       | UFC on Fox: Johnson vs. Benavidez II            | 14/12/2013 | 1     | 2:08  | Sacramento, Califórnia      | Defendeu o Cinturão Peso Mosca do UFC; Nocaute da Noite. |
| Vitória | 18-2-1 | John Moraga       | Finalização (chave de braço)         | UFC on Fox: Johnson vs. Moraga                  | 27/07/2013 | 5     | 3:43  | Seattle, Washington         | Defendeu o Cinturão Peso Mosca do UFC; Finalização da Noite. |
| Vitória | 17-2-1 | John Dodson       | Decisão (unânime)                    | UFC on Fox: Johnson vs. Dodson                  | 26/01/2013 | 5     | 5:00  | Chicago, Illinois           | Defendeu o Cinturão Peso Mosca do UFC; Luta da Noite |
| Vitória | 16-2-1 | Joseph Benavidez  | Decisão (dividida)                   | UFC 152: Jones vs. Belfort                      | 22/09/2012 | 5     | 5:00  | Toronto, Ontário            | Ganhou o Cinturão Inaugural Peso Mosca do UFC. |
| Vitória | 15-2-1 | Ian McCall        | Decisão (unânime)                    | UFC on FX: Johnson vs. McCall                   | 08/06/2012 | 3     | 5:00  | Sunrise, Flórida            | Semifinal do Torneio Peso Mosca do UFC. |
| Empate  | 14-2-1 | Ian McCall        | Empate (majoritário)                 | UFC on FX: Alves vs. Kampmann                   | 03/03/2012 | 3     | 5:00  | Sydney                      | Estreia nos Moscas; Semifinal do Torneio Peso Mosca do UFC; Luta da Noite. |
| Derrota | 14-2   | Dominick Cruz     | Decisão (unânime)                    | UFC Live: Cruz vs. Johnson                      | 01/10/2011 | 5     | 5:00  | Washington, D.C.            | Pelo Cinturão Peso Galo do UFC. |
| Vitória | 14-1   | Miguel Torres     | Decisão (unânime)                    | UFC 130: Rampage vs. Hamill                     | 28/05/2011 | 3     | 5:00  | Las Vegas, Nevada           | |
| Vitória | 13-1   | Norifumi Yamamoto | Decisão (unânime)                    | UFC 126: Silva vs. Belfort                      | 05/02/2011 | 3     | 5:00  | Las Vegas, Nevada           | Estreia no UFC. |
| Vitória | 12-1   | Damacio Page      | Finalização (guilhotina)             | WEC 52: Faber vs. Mizugaki                      | 11/11/2010 | 3     | 2:27  | Las Vegas, Nevada           | |
| Vitória | 11-1   | Nick Pace         | Decisão (unânime)                    | WEC 51: Aldo vs. Gamburyan                      | 30/09/2010 | 3     | 5:00  | Broomfield, Colorado        | |
| Derrota | 10-1   | Brad Pickett      | Decisão (unânime)                    | WEC 48: Aldo vs. Faber                          | 24/04/2010 | 3     | 5:00  | Sacramento, Califórnia      | Estreia no WEC. |
| Vitória | 10-0   | Jesse Brock       | Nocaute (chute na cabeça)            | AFC 68                                          | 10/02/2010 | 1     | 1:06  | Anchorage, Alasca           | |
| Vitória | 9-0    | Frankie Mendez    | Finalização (mata leão)              | King of the Cage: Thunderstruck                 | 15/08/2009 | 1     | 4:38  | Everett, Washington         | |
| Vitória | 8-0    | Louis Contreras   | Finalização (mata leão)              | Genesis: Rise of Kings                          | 27/06/2009 | 1     | N/A   | Shoreline, Washington       | |
| Vitória | 7-0    | Forrest Seabourn  | Finalização (mata leão)              | Genesis: Cold War                               | 06/12/2008 | 1     | N/A   | Bellevue, Washington        | |
| Vitória | 6-0    | Jose Garza        | Finalização (chave de braço)         | AX Fighting Championships 22: Last Man Standing | 16/08/2008 | 2     | 1:56  | Lynnwood, Washington        | |
| Vitória | 5-0    | Louis Contreras   | Finalização (americana)              | USA MMA: Northwest Fighting Challenge 6         | 29/03/2008 | 1     | N/A   | Tumwater, Washington        | |
| Vitória | 4-0    | Eric Alvarez      | Decisão (unânime)                    | AX Fighting Championships 20: March Madness     | 08/03/2008 | 5     | 5:00  | Lynnwood, Washington        | |
| Vitória | 3-0    | Jeff Bourgeois    | Decisão (unânime)                    | AX Fighting Championships 18: The Art of War    | 08/03/2007 | 3     | 5:00  | Lynnwood, Washington        | |
| Vitória | 2-0    | Pedro Mercado     | Nocaute Técnico (socos)              | King of the Cage: No Holds Barred               | 14/07/2007 | 1     | 1:25  | Porterville, Califórnia     | |
| Vitória | 1-0    | Brandon Fieds     | Nocaute (socos)                      | AX Fighting Championships 16: Annihilation      | 28/04/2007 | 1     | 0:45  | Everett, Washington         | |